# Eupsittula canicularis
Eupsittula canicularis е вид птица от семейство Папагалови (Psittacidae).

## Разпространение
Видът е разпространен в Гватемала, Коста Рика, Мексико, Никарагуа, Пуерто Рико, Салвадор и Хондурас.